# HD220841
HD220841 — хімічно пекулярна зоря спектрального класу A3, що має видиму зоряну величину в смузі V приблизно  6,7.
Вона  розташована на відстані близько 325,5 світлових років від Сонця.